# امرأة شابة مع وحيد القرن
صورة امرأة شابة مع وحيد القرن هي لوحة من رسم رافائيل ، يرجح مؤرخو الفن أنها تعود الى حوالي عامي 1505-1506. موجودة في معرض بورغيزي في روما . 

## تاريخ

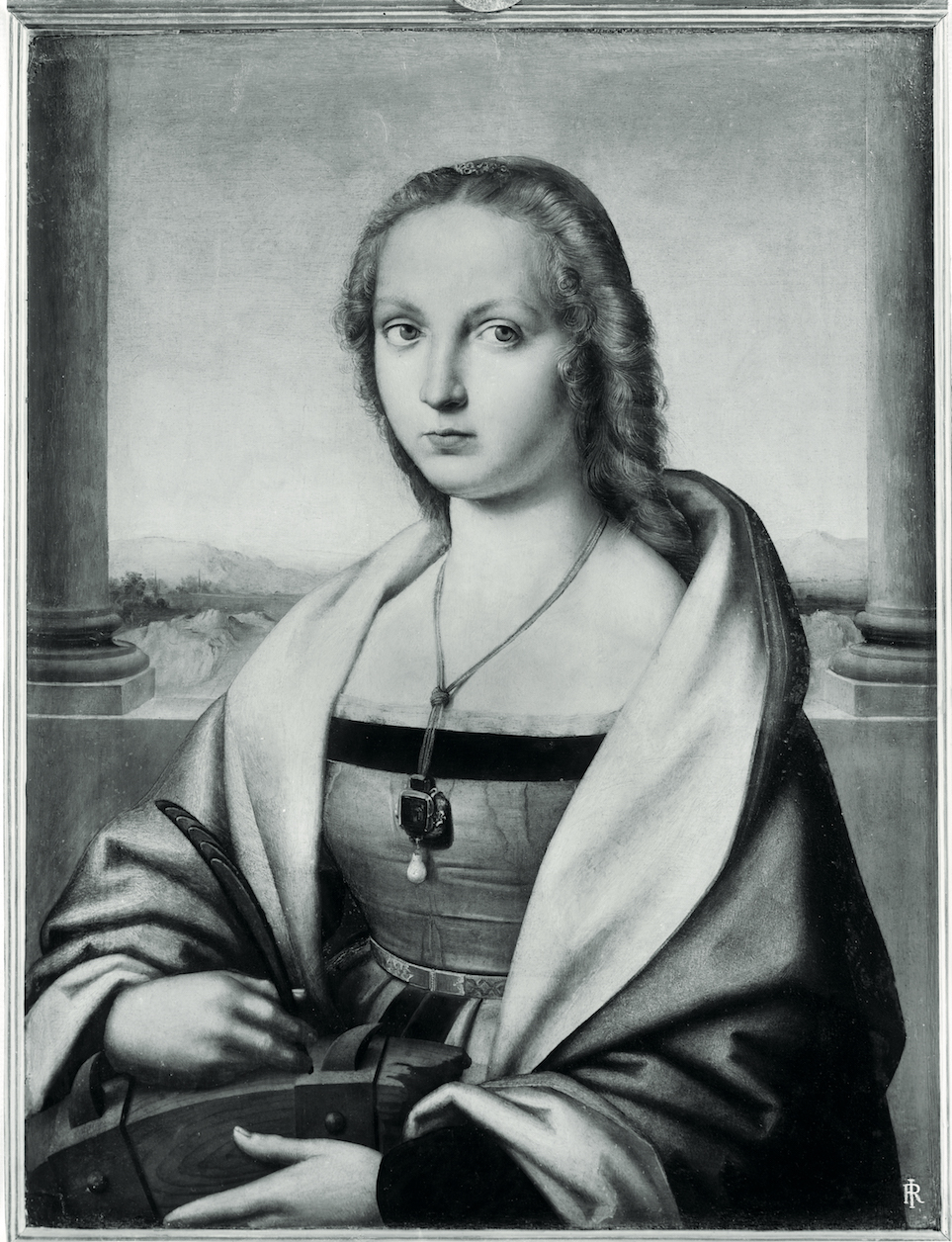
كيف ظهرت اللوحة قبل الترميم الأول في القرن العشرين، حيث كانت الجالسة هي القديسة كاترين من الإسكندرية مع عجلة وسعف النخيل

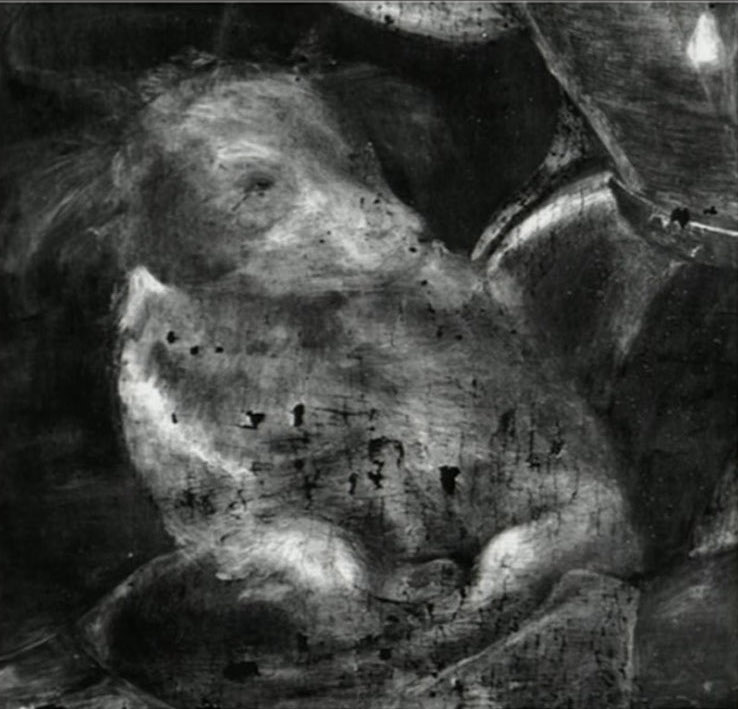
الكلب الذي تم العثور عليه في أعمال الترميم اللاحقة. لاحظ أن آذان الكلب مرئية اليوم على شكل ندم على كم السيدة.

كانت اللوحة في الأصل مرسومة بالألوان الزيتية على لوح خشبي، وتم نقلها إلى قماش خلال أعمال الترميم في عام 1934. وخلال هذه العملية، تمت إزالة الطلاء الإضافي الذي أُضيف لاحقًا، مما كشف عن وجود وحيد القرن، وأُزيلت العجلة والرداء وسعفة النخيل التي كان قد أضافها رسام مجهول في منتصف القرن السابع عشر.
تركيب الصورة — حيث تم وضع الشخصية في لوجيا (رواق مفتوح) تطل على منظر طبيعي، وبصيغة الطول الثلاثي — يبدو أنه استُلهم من لوحة الموناليزا التي رسمها ليوناردو دا فينشي بين عامي 1503 و1506. يلاحظ كريستوف توينس: "ومع أن رافائيل تبنّى بلا تردد وضعية الجلوس والإطار التركيبي والتنظيم المكاني في بورتريه ليوناردو... فإن النظرة الهادئة المترقبة في عيني الشابة تختلف كثيرًا" عن "الغموض الملتبس" في الموناليزا.
كان نَسبُ العمل الفني غير مؤكد حتى الأزمنة الحديثة. ففي جرد المعرض لعام 1760، تم التعرف على موضوع اللوحة على أنه القديسة كاثرين الإسكندرانية ونُسبت إلى بيروجينو. وقد أكدت عملية ترميم أُجريت بين عامي 1934 و1936 نسبة العمل إلى رافائيل، كما أشار إلى ذلك مؤرخ الفن روبرتو لونغي، وأدت إزالة الطلاء الإضافي الكثيف إلى الكشف عن وحيد القرن، وهو رمز تقليدي للعفة في الأساطير الرومانسية في العصور الوسطى، بدلاً من عجلة القديسة كاثرين. وكشفت أعمال ترميم لاحقة في عام 1959، من خلال التصوير الشعاعي، عن صورة كلب صغير تحت وحيد القرن، وهو رمز للوفاء الزوجي، وقد استُخدم كمسودة للمظهر النهائي لوحيد القرن.

## ملحوظات
1. ↑  Gallery, Borghese (22 Nov 2023). "Portrait of Young Woman with Unicorn by Raphael: a famous High Renaissance masterpiece". Galerie Borghèse (بالإنجليزية الأمريكية). Archived from the original on 2025-06-02. Retrieved 2025-04-20.
2. ↑  Gallery, Borghese (22 Nov 2023). "Portrait of Young Woman with Unicorn by Raphael: a famous High Renaissance masterpiece". Galerie Borghèse (بالإنجليزية الأمريكية). Archived from the original on 2025-06-02. Retrieved 2025-04-20.
3. ↑  Christof Thoenes, in Raphael, ed. Bette Talvacchia, 2007.
4. ↑  Thoenes 2012.
5. ↑  Roberto Longhi, 1934 restoration notes.